# ФК «Базель» у сезоні 1894-1895
Сезон 1894-1895 був другим сезоном ФК «Базель», оскільки клуб був заснований 15 листопада 1893 року. Роланд Ґельднер був першим головою клубу і залишився на цій посаді. Домашні матчі ФК «Базель» проводив на стадіоні «Ландгоф» у районі Веттштайн у Кляйнбазелі (Малому Базелі).

## Огляд
Капітаном команди було обрано Фердинанда Іслера, який відповідав за керівництво тренуваннями команди та вибір складу гравців. Влітку гравці ФК «Базель» відвідували футбольні тренування RTV/Realschüler-Turnverein (гімнастичний клуб учнів середньої школи), щоб підготуватися до своєї першої зустрічі з престижним на той час клубом «Грассгоппер» з Цюриха. Вчитель гімнастики Адольф Глаз, який заснував RTV, познайомив своїх учнів з новою футбольною грою у 1893 році.
21 жовтня 1894 року «Базель» зіграв свою першу гру в місті на Лімматі, яка була дуже позитивно прокоментована GC в місцевій газеті: «Це дійсно заслуговує на похвалу за те, що вони наважуються подорожувати так далеко, попри своє коротке існування. Наші колеги в Базелі дотримуються тих самих принципів, що й ми. Вони вважають, що навчитися правильно грати можна лише через багато матчів і, можливо, через поразки. Тому ми віддаємо належне молодому клубу, якому доводиться йти на значні жертви заради досягнення цієї мети. Попри всі вирази поваги, гра на схожому на болото підземеллі Цюриха закінчилася поразкою «Базеля» з рахунком 0:4. Після запеклої боротьби між двома командами гостей розважали, а потім господарі супроводжували їх на вечірню випивку і, нарешті, на залізничний вокзал. Через це гравці FCB з нетерпінням чекали матчу-відповіді проти GC через два тижні. Більше десятка членів клубу зібралися на залізничному вокзалі в Базелі, щоб супроводжувати гостей по місту і випити «ранкову пінту» перед матчем. Глядачам була показана приваблива гра, яку ФКБ програв лише з рахунком 0:4, вони покращили свою гру в порівнянні з першим матчем. Примітно, що «Базель» двічі закидав м'яч у ворота суперника до перерви, але обидва голи були забиті з положення поза грою. Як і в Цюриху двома тижнями раніше, в Базелі після гри на гравців чекала вечеря, а суперників також супроводжували на залізничний вокзал.
У цьому сезоні клуб організував десять товариських матчів для своєї першої команди. Першим був матч проти ФК «Гімназія» (від грецького «gymnasion» — місце фізичної підготовки) — команди, сформованої з гімнастів та учнів молодших класів середньої школи. 1884 року було придбано перший футбольний м'яч для уроків гімнастики. До та між двома іграми проти клубу «Коник» «Базель» зіграв дві гри проти «РТВ». Це були їхні друге і третє змагання, і всі вони були досить жорсткими. Восени «Базель» приймав ФК «Ексельсіор Цюрих», другий добре відомий клуб з Цюриха. Матч-відповідь відбувся навесні і зібрав понад 2 000 глядачів - пристойна кількість для міста, яке на той час налічувало близько 70 000 мешканців. Базель також приймав місцевий клуб «Бакджамперс», ще один клуб, створений гімназистами та старшокласниками, а також французьку команду «Мюлуз», яка мала стати постійним товариським суперником у наступні кілька років.
Ще однією командою, яка гостювала в Базелі, була німецька команда «Карлсруер ФК Кіккерс». Того ранку «кікери» грали проти ФК «Олд Бойз Базель» і виграли з рахунком 10:0. У складі Karlsruher FC Kickers грали лише четверо власних гравців, решта семеро були гравцями трьох інших клубів Карлсруе, тож це був фактично відбір у Карлсруе. Поясненням цьому є те, що серед найстаріших футбольних клубів Карлсруе були Міжнародний футбольний клуб (1889), який пізніше об'єднався з Карлсруер ФВ (1891) та ФК Карлсруер Кікерс (1893). Пізніше вони об'єдналися з ФК Карлсруер Фенікс (1894), і всі ці клуби були попередниками сьогоднішнього ФК Карлсруер.
У травні відбулася гра проти Abstinenten-Fussballclub Patria Basel і перша гра проти новоствореного ФК Old Boys Basel.